# Heath Bunting

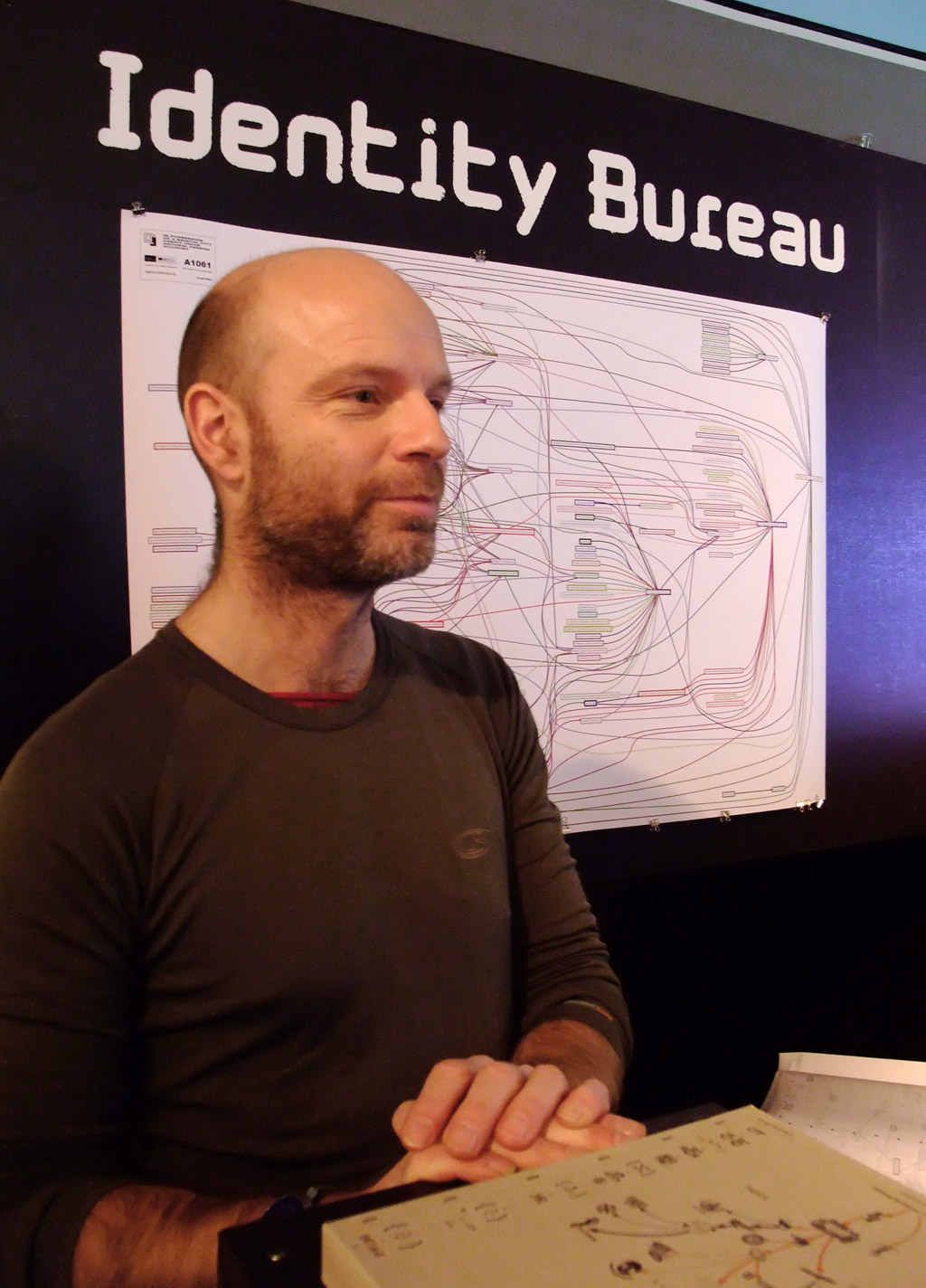
Bunting auf der transmediale, Berlin, 4. Februar 2011

Heath Bunting (* 1966) ist ein britischer Künstler aus Bristol, der sich seit den 1990er Jahren mit Themen der neuen Medien befasst. Bekanntheit erlangte er insbesondere durch Netzkunst-Arbeiten; so ist er Gründer und Betreiber von irational.org. Ziel seiner Arbeit ist die Schaffung offener, demokratischer Kommunikationssysteme und sozialer Beziehungen. Seine Arbeiten überschreiten oft die Grenzen herkömmlicher Kategorien, sowohl in der physischen Realität wie im Internet. Mit seiner Online-Arbeit Visitors Guide to London war Bunting 1997 auf der documenta X vertreten. Eine weitere Spielart seiner Medienkunst ist die Erschaffung falscher Websites für Organisationen wie CERN oder Firmen wie GlaxoSmithKline. Diese Website, erarbeitet in Kooperation mit seiner Mutter, einer ex-Greenham Common-Aktivistin, fordert die Glaxo-Angestellten auf, ihre Haustiere für Experimente und Vivisektion zur Verfügung zu stellen.

## Own, Be Owned Or Remain Invisible
1998 erschuf Bunting mit  _readme.html ein Werk der Appropriation Art, ein „einfach-geniales Projekt“, eine „bizarre kleine Suchmaschine“, die „erst durch die Anleitung im Untertitel eine Metaaussage erhält: Own, be owned or remain invisible“ (Georg Seeßlen: But is it art?, konkret, 2/2011). Es handelt sich bei _readme.html um eine Webseite, die schlicht aus einem Zeitungsartikel über Bunting besteht, den der britische Schriftsteller James Flint für The Daily Telegraph verfasst hatte, wobei fast jedes einzelne Wort als Domainname verlinkt ist. Beispiel: Der erste Satz lautet Heath Bunting is on a mission. „Heath“ und „Bunting“ sind nicht verlinkt, die restlichen vier führen per Hyperlink auf die Seiten www.is.com, www.on.com, www.a.com und www.mission.com. Zu Beginn des Projekts hatten viele der so erreichbaren Domains noch keine Eigentümer, andere sind inzwischen wieder frei geworden. Nicht verlinkte Wörter sind nahezu unsichtbar (hellgrau auf weißem Hintergrund), dazu gehören
Heath Bunting, graffiti artist, art radio pirate, Kings Cross phone-in, mother, create disbelief u. a.
Wörter in Mittelgrau sind verlinkte Domains, nachdem man sie angeklickt hat, werden sie schwarz und somit sichtbar. Die nicht-verlinkten Wörter weisen auf Aspekte von Buntings Identität, die er nicht in fremdem Besitz sehen möchte. Auf diese Weise thematisiert Bunting die Eigentümerschaft im Internet.
In einem Interview mit Tilman Baumgärtel von 1997 nannte Bunting Sichtbarkeit als entscheidendes Kriterium zur Trennung von Öffentlichem und Privatem im Internet, wobei die Sichtbarkeit lediglich von den Fähigkeiten und Marketingstrategien der Suchmaschinen abhängt.

## King’s Cross Phone-In
„King’s Cross Phone-In“ ist eines von Buntings Performance-Kunstwerken und eine der ersten Flashmob-Aktionen. Auf seiner damaligen Website cybercafe.org hatte er die Nummern der Telefonzellen in und um den Londoner Bahnhof King’s Cross aufgelistet und dazu aufgefordert, am Freitag, den 5. August 1994, ab 12 Uhr mittags eine der folgenden Aktionen auszuführen:
- die Nummern in einer bestimmten Reihenfolge anzurufen
- die Nummern zu einer bestimmten Uhrzeit anzurufen
- anzurufen und, falls jemand abhebt, mit diesem Fremden zu sprechen
- zum Bahnhof zu gehen, eines der Telefone abzuheben und mit diesem Fremden zu sprechen[11]

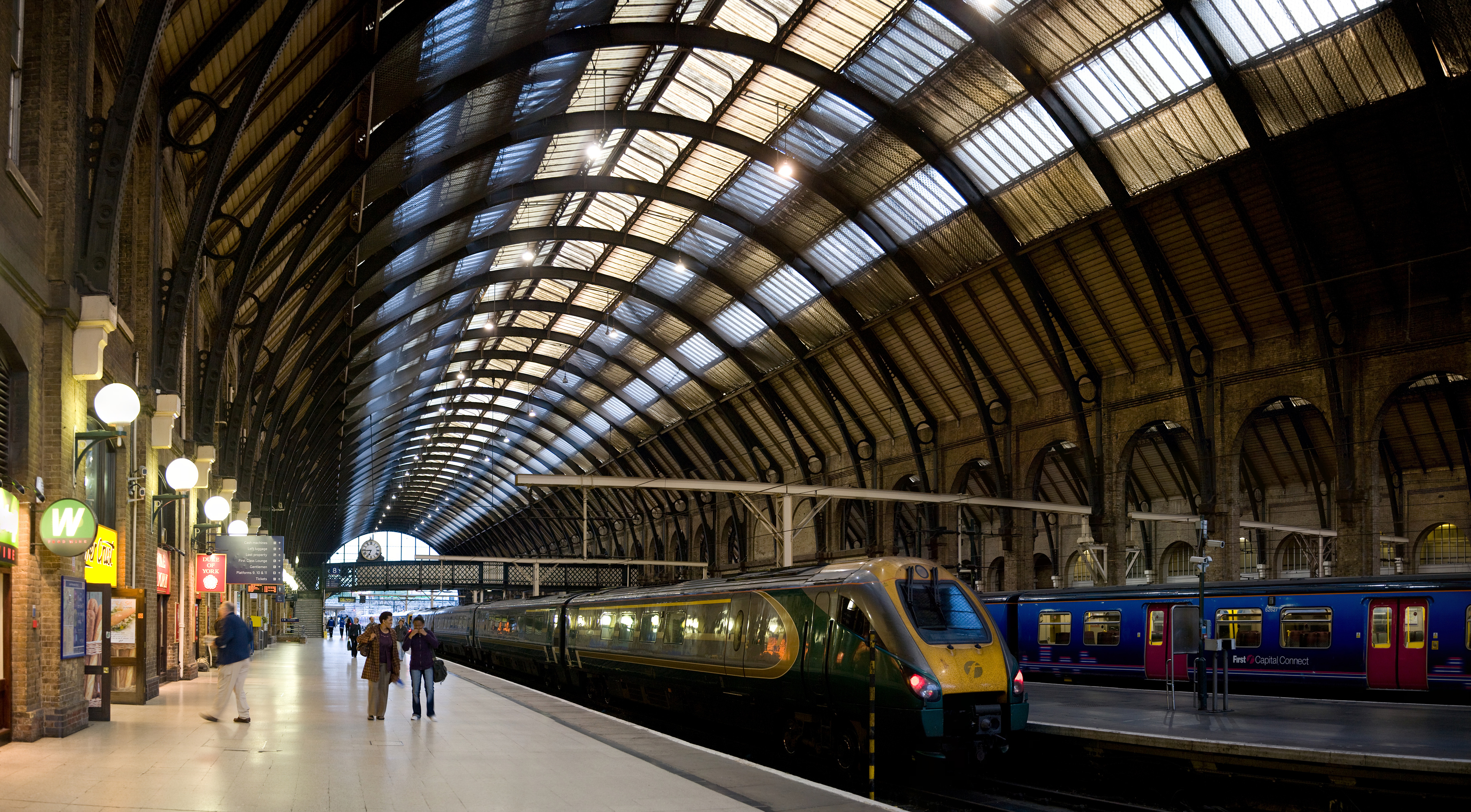
Bahnhof King’s Cross

Bunting selbst ging zum Bahnhof King’s Cross und nahm Anrufe entgegen. „Der Bahnhof wurde in eine Kunst-Plattform verwandelt und die nichtsahnenden Reisenden und Arbeiter in dieser Gegend wurden zum Publikum“.